# Clovia philippina
Clovia philippina är en insektsart som beskrevs av Carl Stål 1870. Clovia philippina ingår i släktet Clovia och familjen spottstritar. Inga underarter finns listade i Catalogue of Life.